# Bryconamericus yokiae
Bryconamericus yokiae är en fiskart som beskrevs av Román-valencia 2003. Bryconamericus yokiae ingår i släktet Bryconamericus och familjen Characidae. Inga underarter finns listade.